# Kingston
Kingston je hlavní a největší město Jamajky. Je situováno na jihovýchod ostrova Jamajka. Město Kingston leží v přírodním přístavišti a již v minulosti byl v zálivu před Kingstonem přístav Port Royal. Jedná se tedy o přístavní město. V roce 2004 mělo zhruba 660 000 obyvatel.
Kingston byl založen uprchlíky z bývalého hlavního města Port Royal roku 1693, které bylo zdevastováno zemětřesením.

## Lokace
Město Kingston je situováno na úpatí Modrých hor. Město leží na náhorní planině Liguanea.
V Kingstonu se nachází mimo jiné i muzeum Boba Marleyho.

## Osobnosti města
- Louis Magnus (1881–1950), první prezident a hlavní iniciátor založení Mezinárodní federace ledního hokeje (IIHF)
- Clement Dodd (1932–2004), hudební producent, zakladatel Studio One
- Madge Sinclairová (1938–1995), jamajsko-americká herečka
- Gregory Isaacs (1951–2010), zpěvák a hudební skladatel
- Donald Quarrie (* 1951), bývalý atlet – sprinter, olympijský vítěz
- Peter Williams (* 1957), herec
- Patrick Ewing (* 1962), bývalý americký basketbalista
- Barry Brown (1962—2004), zpěvák reggae
- Ziggy Marley (* 1968), muzikant a leader skupiny Ziggy Marley and the Melody Makers, čtyřnásobný držitel Grammy
- Shaggy (* 1968), reggae zpěvák
- Damian Marley (* 1978), reggae zpěvák, trojnásobný držitel Grammy
- Germaine Mason (1983–2017), britský skokan do výšky.
- Melaine Walkerová (* 1983), atletka, olympijská vítězka a mistryně světa v běhu na 400 metrů překážek
- Kerron Stewartová (* 1984), atletka – sprinterka
- Sanya Richardsová-Rossová (* 1985), americká atletka – sprinterka
- Shelly-Ann Fraserová-Pryceová (* 1986), sprinterka
- Raheem Sterling - anglický fotbalista hrající za Arsenal FC

## Partnerská města
- Coventry, Anglie, Velká Británie
- Guadalajara, Mexiko
- Kalamazoo, USA
- Miami, Florida, USA
- Panevėžys, Litva
- Šen-čen, Čína